# Agathis albitarsis
Agathis albitarsis är en stekelart som beskrevs av Maximilian Spinola 1840. Agathis albitarsis ingår i släktet Agathis och familjen bracksteklar. Inga underarter finns listade i Catalogue of Life.